# Korapat Kirdpan
Korapat Kirdpan (กรภัทร์ เกิดพันธุ์; RTGS: Koraphat Koetphan; nascido em 18 de dezembro de 2000), também conhecido como Nanon (นนน), é um ator e cantor tailandês. Ele é conhecido por protagonizar papéis em Senior Secret Love (2016), My Dear Loser (2017), The Gifted (2018), Blacklist (2019), Turn Left Turn Right (2020), e mais recentemente em Bad Buddy junto ao ator Ohm Pawat Chittsawangdee (2021).

## Biografia
Nascido em Bangkok, Tailândia, Korapat é filho do ator tailandês Khunakorn Kirdpan e de Poonsuk Kirdpan. Ele tem uma irmã mais nova chamada Pitchaporn Kirdpan. Aos 13 anos, ele foi ordenado monge budista. Completou o ensino médio na Amatyakul School e atualmente estuda atuação e direção para cinema no curso de Comunicação Social na Srinakharinwirot University.

## Carreira
Korapat começou sua carreira de ator aos três anos de idade, aparecendo em vários comerciais de TV. Ele fez sua estreia como ator em 2014 na série dramática Hormones 2, onde atuou como convidado sob o personagem M. Em 2015, ele teve papéis coadjuvantes em Ugly Duckling Series: Don't e Love Flight, programas de televisão produzidos pela GMM 25. Ele também reprisou seu papel como M em Hormones 3.
Em 2016, ele foi coadjuvante em Little Big Dream. Mais tarde, ele se tornaria conhecido por protagonizar personagens em Senior Secret Love: My Lil Boy & My Lil Boy 2 (2016) ao lado de Kanyawee Songmuang, My Dear Loser: Edge of 17 (2017), The Gifted (2018) e The Gifted: Graduation (2020).
Em 2018 iniciou seu próprio canal no YouTube, TRIPLE N.
Em outubro de 2021, o primeiro episódio de Bad Buddy Series, sua primeira série BL, foi ao ar. Nanon protagonizou a série como o personagem Pran, par romântico de Pat, interpretado por seu amigo de longa data e colega ator da GMMTV, 'Ohm' Pawat Chittsawangdee.

## Filmografia

### Filme
| Ano  | Título                              | Perosnagem | Função                                       |
| ---- | ----------------------------------- | ---------- | -------------------------------------------- |
| 2016 | Little Big Dream                    | Phum       | Coadjuvante                                  |
| 2021 | Bookworm Beauty (Mỹ Nhân Thần Sách) | Dinh Quan  | Filme de co-produção vietnamita e tailandesa |
| 2022 | My Precious                         | Tong       | Protagonista                                 |

### Televisão
- 2017 Ra Rerng Fai (2017) (City Zhen Ken/3HD33) como Chacrit (Convidado)
- 2021 Remember You (2021) (True CJ Creations/ True Asian More, True4U) como Charus Paibudsakun
- 2021 Sud Rai Sud Ruk (Good Deal/3HD33) como Thin Phanidkidchaitham

### Séries
| Ano  | Título                                   | Personagem                   | Função                 |
| ---- | ---------------------------------------- | ---------------------------- | ---------------------- |
| 2013 | E-Sa Raweechuangchoti (The Actress)      | Garoto da limpeza            | Convidado (Ep.16)      |
| 2014 | Hormones The Series Season 2             | M (irmão de Oil)             | Convidado (Ep.10)      |
| 2015 | Ugly Duckling Series: Don't              | Plawan                       | Apoio                  |
| 2015 | Hormones 3 The Final Season              | M (irmão de Oil)             | Convidado (Ep.11,13)   |
| 2015 | Wonder Teacher                           | Book                         | Protagonista           |
| 2015 | Love Flight                              | Ah Pat                       | Apoio                  |
| 2016 | Senior Secret Love: My Lil Boy           | S                            | Protagonista           |
| 2016 | Senior Secret Love: My Lil Boy 2         | S                            | Protagonista           |
| 2017 | The Legend of King Naresuan: The Series  | Prince Mingyi Swa            | Protagonista           |
| 2017 | My Dear Loser: Edge of 17                | Oh                           | Protagonista           |
| 2017 | Ways To Protect Relationship             | Jay                          | Protagonista (Ep.3)    |
| 2017 | My Dear Loser: Happy Ever After          | Oh                           | Convidado (Ep.8,10,12) |
| 2018 | YOUniverse                               | Knight                       | Protagonista           |
| 2018 | The Gifted                               | Pawaret "Pang" Sermrittirong | Protagonista           |
| 2019 | Blacklist                                | Traffic                      | Protagonista           |
| 2020 | Turn Left Turn Right                     | Tai                          | Protagonista           |
| 2020 | The Gifted: Graduation                   | Pawaret "Pang" Sermrittirong | Protagonista           |
| 2020 | The Leaked                               | Tor                          | Protagonista           |
| 2021 | Bad Buddy                                | Pran                         | Protagonista           |
| 2021 | Never Too Late                           | San                          | Protagonista           |
| 2022 | UMG (Unidenified Mystery Girlfriend)     | Mew                          | Protagonista           |
| 2022 | Midnight Series: Dirty Laundry           | —                            | Protagonista           |
| 2022 | Vice Versa                               | Tun                          | Convidado              |
| 2023 | UMG (Unidentified Mysterious Girlfriend) | Mew                          | Principal              |
| 2023 | Midnight Series: Dirty Laundry           | Night                        | Principal              |
| 2023 | Midnight Museum                          | Ton/The One/Dome             | Convidado (Ep.5-7,10)  |
| 2023 | The Jungle                               | Nannam/Nanfah                | Principal              |
| 2023 | Our Skyy 2                               | Pran - Parakul Siridechawat  | Principal              |
| 2024 | My Precious The Series                   | Tong                         | Principal              |
| 2025 | I Love "A Lot Of" You                    | Sun                          | Principal              |
| TBA  | Scarlet Heart Thailand                   | Chao Saen Thep               | Principal              |

### Aparições em videoclipes
| Ano  | Título                                                                             | Artista            | Personagem    | Ref.          |
| ---- | ---------------------------------------------------------------------------------- | ------------------ | ------------- | ------------- |
| 2017 | กว่าจะรู้ใจตัวเองGwah Ja Roo Jai Tua Eng                                               | Ele mesmo          | S             | [ 8 ]         |
| 2017 | ดีต่อใจDee Tau Jai                                                                   | Matung Radubdow    | Non           | [ 9 ] [ 10 ]  |
| 2017 | ออกตัวAuk Tua                                                                       | Lipta              | Oh            | [ 11 ]        |
| 2018 | YOUniverse (จักรวาลเธอ)YOUniverse (Juk Ka Wan Tur)                                  | Ele mesmo          | Knight        | [ 12 ]        |
| 2019 | ทำตัวไม่ถูกThamtua Mai Thuk                                                           | Chino Atipat       | Junior        | [ 13 ] [ 14 ] |
| 2020 | มาร์ชศรีนครินทร (Srinakharin March)                                                   | Saranyu Winaipanit | Aluno         | [ 15 ]        |
| 2020 | ใจโทรมๆ (2020)Chai Som Som (2020)                                                  | KH.SD Thaitanium   | Menino no bar | [ 16 ]        |
| 2021 | สวัสดีความรัก (Glad To See You)Sawatdi Khwam Rak                                      | Sandy Yanisa       | Senior        | [ 17 ]        |
| 2021 | แลกมาด้วยความโง่Laek Ma Duai Khwamngo                                                | Boy Peacemaker     | Non           | [ 18 ]        |
| 2021 | แค่เพื่อนมั้ง (Just Friend?)Khae Phuean Mang                                            | Ele mesmo          | Pran          | [ 19 ]        |
| 2021 | จะไม่บอกใครละกันว่าเธอชอบฉันก่อน (Secret)Cha Mai Bok Khrai La Kan Wa Thoe Chop Chan Kon | Kacha Nontanun     | Pran          | [ 20 ]        |
| 2022 | เพลงที่เพิ่งเขียนจบ (OUR SONG)                                                          | Ele mesmo          | Pran          | [ 21 ]        |

## Discografia
Músicas
| Ano  | Título                                                                                | Etiqueta      | Ref.   |
| ---- | ------------------------------------------------------------------------------------- | ------------- | ------ |
| 2016 | พ่อจะอยู่ในใจเสมอ (Various artists)Pho Ja Yu Nai Jai Samoe                               | TalalaTV      | [ 22 ] |
| 2017 | กว่าจะรู้ใจตัวเองGwah Ja Roo Jai Tua Eng                                                  | GMMTV Records | [ 8 ]  |
| 2018 | YOUniverse (จักรวาลเธอ)YOUniverse (Juk Ka Wan Tur)                                     | GMMTV Records | [ 12 ] |
| 2019 | YOUniverse (จักรวาลเธอ) - Special VersionYOUniverse (Jak Ka Wan Tur) - Special Version | GMMTV Records | [ 23 ] |
| 2020 | เปลี่ยนคะแนนเป็นแฟนได้ไหม (Love Score)Plain Ka Nan Pen Fan Dai Mai(together with SIZZY)   | GMMTV Records | [ 24 ] |
| 2020 | มองกี่ทีก็น่ารัก (Cute Cute)Mong Kee Tee Kor Na Ruk                                         | GMMTV Records | [ 25 ] |
| 2021 | จักรวาลที่ฉันต้องการมีแค่เธอ (My Universe is You) Jak Gra Wan Tee Chan Tong Gan Mee Kae Tur  | GMMTV Records | [ 26 ] |
| 2021 | แค่เพื่อนมั้ง (Just Friend?)Kae Peuan Mang                                                 | GMMTV Records | [ 27 ] |
| 2022 | เพลงที่เพิ่งเขียนจบ (OUR SONG)Pleng Tee Perng Kiian Jop                                    | GMMTV Records | [ 21 ] |

### MC

#### Televisão
- 20 : No ar

#### Na internet
- 20 : YouTube : Korapat Kirdpan ID

## Prêmios e indicações
| Ano  | Prêmio                            | Categoria                                       | Trabalho                      | Result   | Ref.   |
| ---- | --------------------------------- | ----------------------------------------------- | ----------------------------- | -------- | ------ |
| 2016 | Jewel of Thailand Award           | Outstanding Entertainment Person †              | —                             | Venceu   | [ 28 ] |
| 2017 | World Top Award                   | Person of the Year †                            | —                             | Venceu   | [ 29 ] |
| 2017 | Maya Awards                       | Male Rising Star                                | Senior Secret Love            | Indicado | [ 30 ] |
| 2017 | Rattanakosin Active Citizen Award | Role Model Artists & Actors †                   | —                             | Venceu   | [ 31 ] |
| 2018 | Buddha-anusorn Award              | Role Model of Buddhism Preservation †           | —                             | Venceu   | [ 32 ] |
| 2018 | Golden Scales Award               | Outstanding Public Welfare Person of The Year † | —                             | Venceu   | [ 33 ] |
| 2019 | 24th Asian Television Awards      | Best Actor in a Leading Role                    | The Gifted                    | Indicado | [ 34 ] |
| 2019 | Thailand Master Youth             | Artists, Performers, Singers & Entertainers †   | —                             | Venceu   | [ 35 ] |
| 2021 | 1st Siam Series Awards            | Popular Actor                                   | The Gifted: Graduation        | Venceu   |        |
| 2021 | Asian Academy Creative Awards     | Best Actor in a Leading Role                    | The Gifted: Graduation        | Indicado | [ 36 ] |
| 2021 | 26th Asian Television Awards      | Best Actor in a Leading Role                    | The Gifted: Graduation        | Indicado | [ 37 ] |
| 2021 | Kazz Awards                       | Attractive young man                            |                               | Indicado |        |
| 2022 | Maya Awards                       | Song of the year                                | Just Friend ? (Bad Buddy OST) | Indicado |        |